# 鷹島 (長崎県)

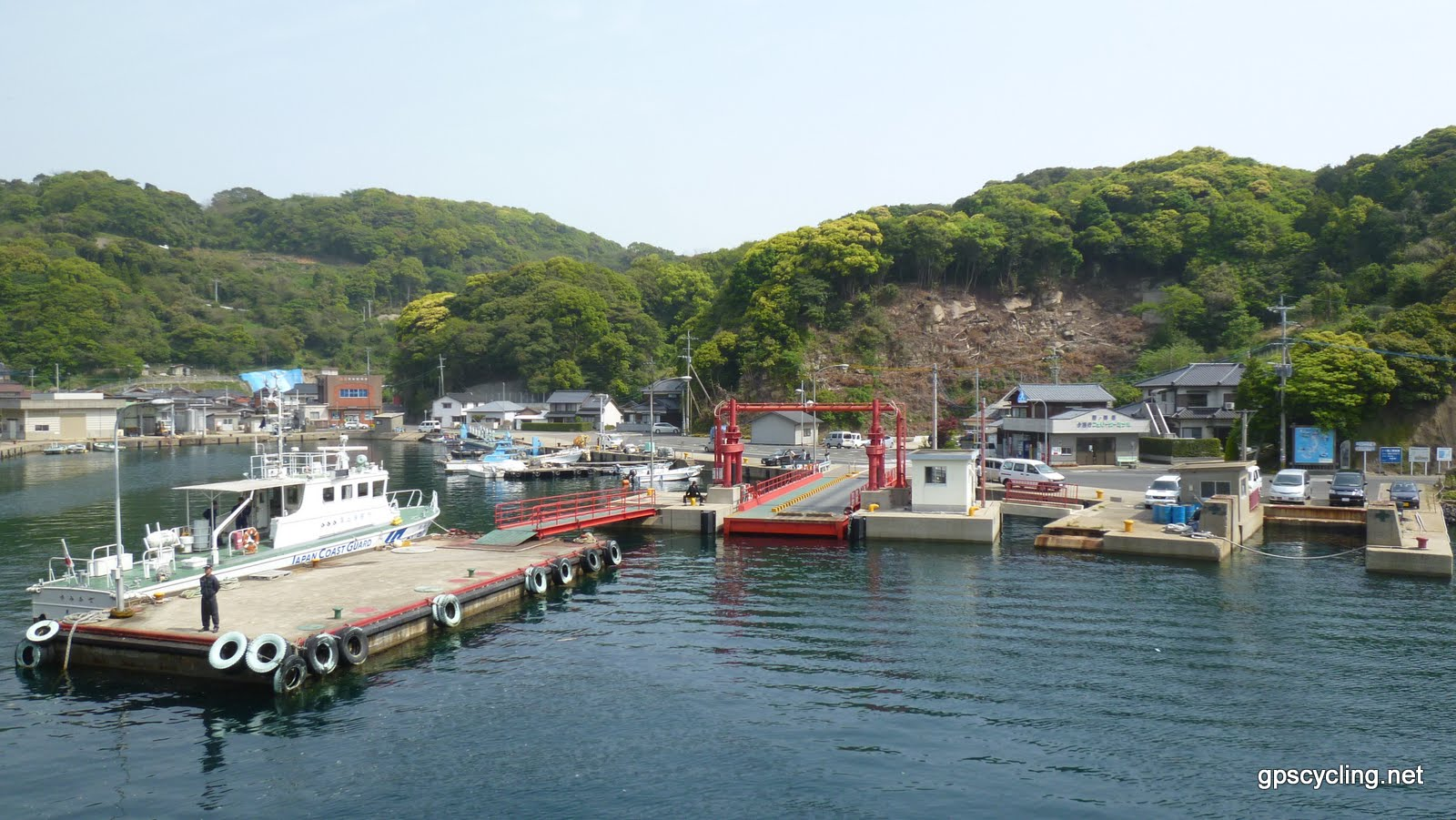
殿ノ浦港

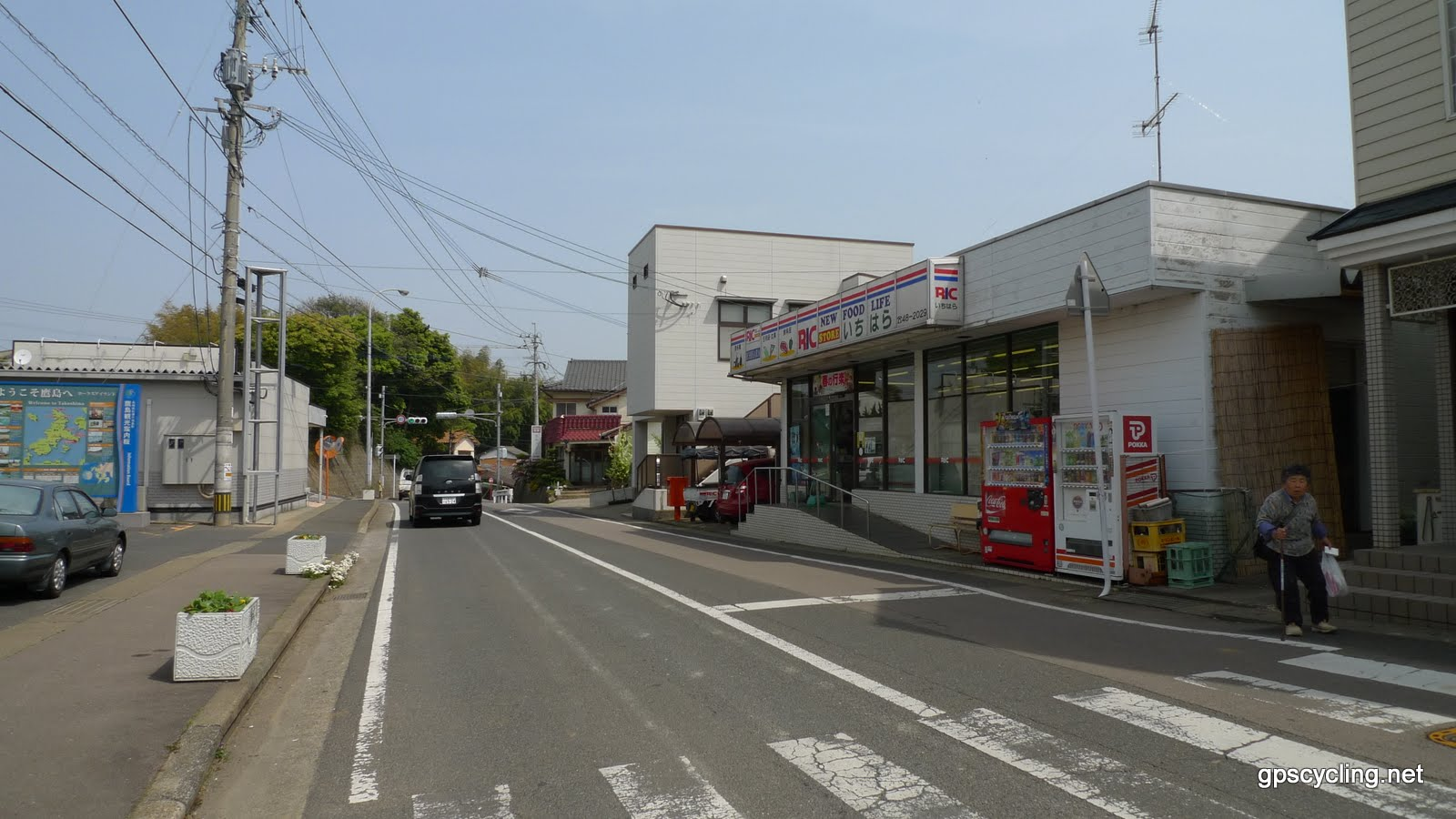
中通免

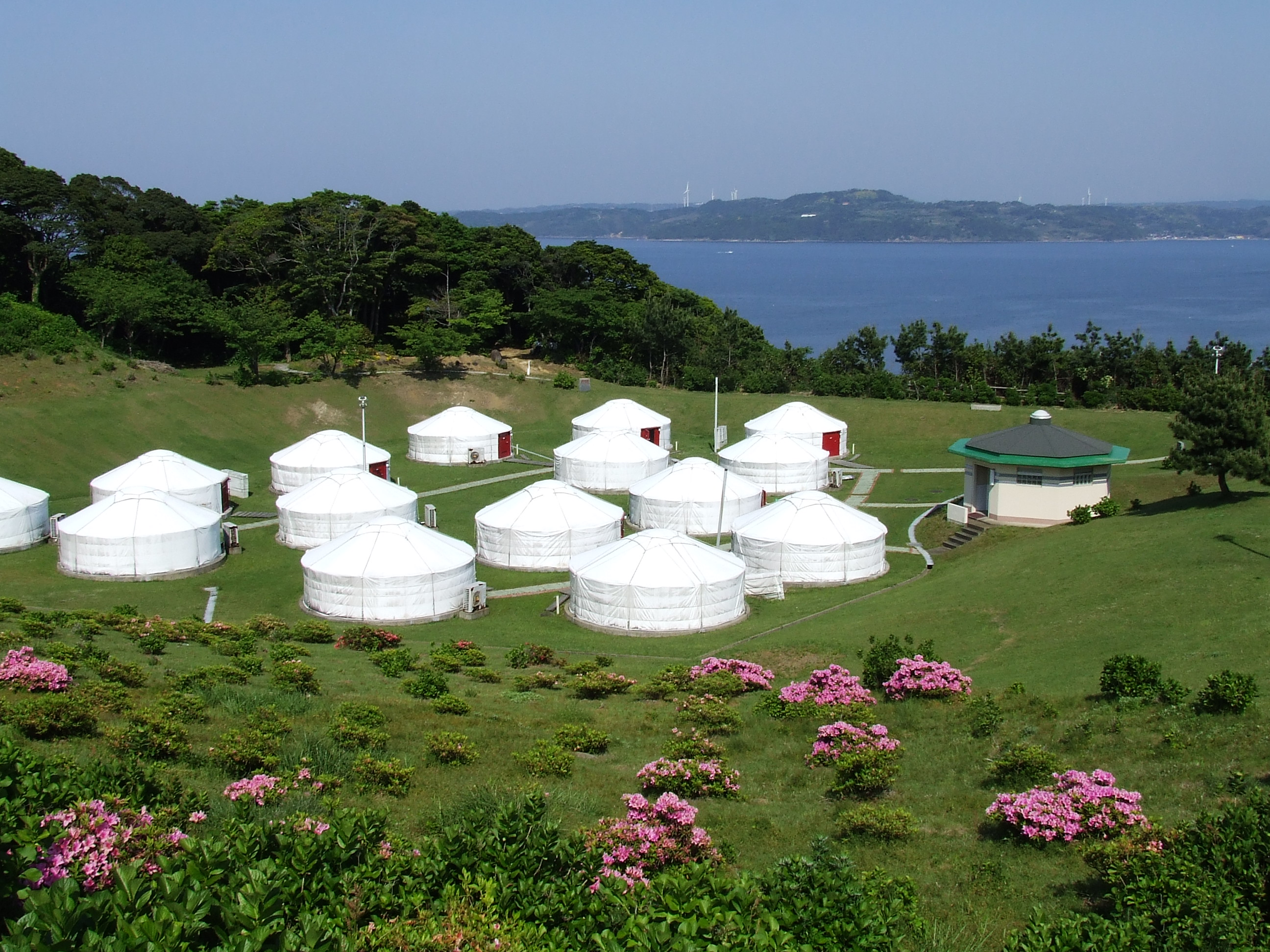
鷹島モンゴル村

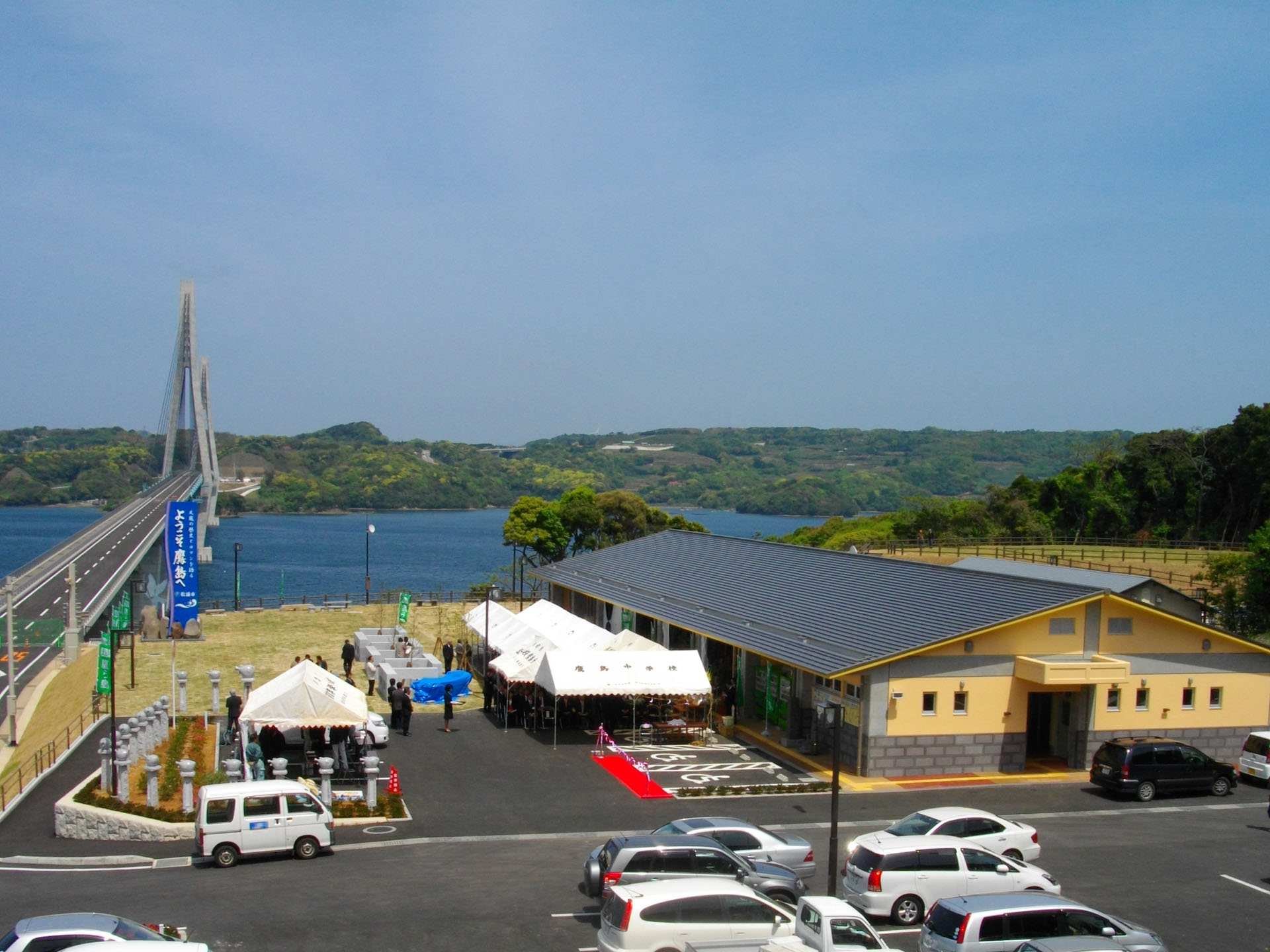
道の駅 鷹ら島

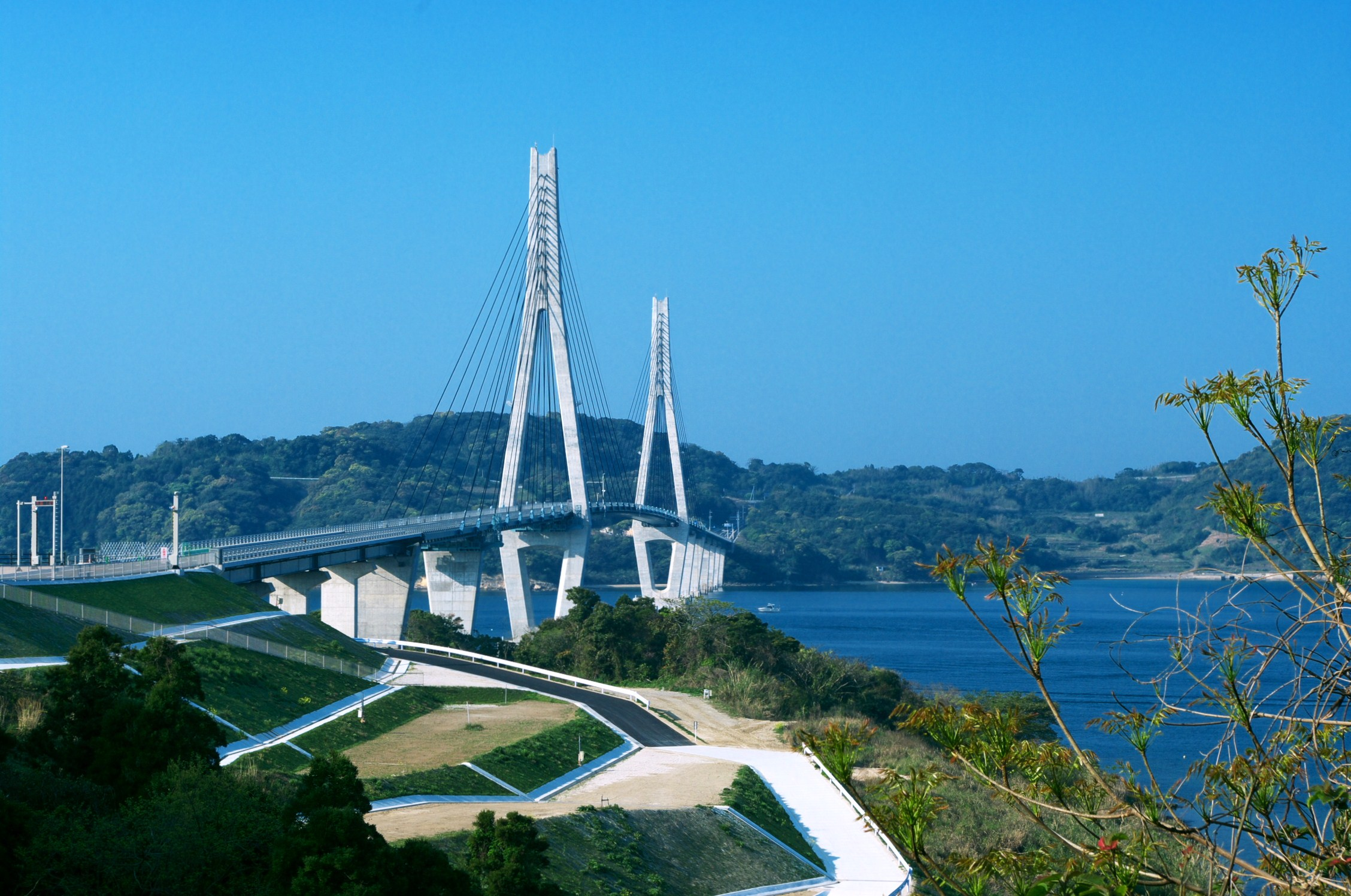
鷹島肥前大橋

鷹島（たかしま）は、伊万里湾口にある島。全島が松浦市に属する。
伊万里湾の湾口部のうち、青島と鷹島の間を青島水道、高島と東松浦半島の間を日比水道という。

## 地理

### 概要
- 面積：約16.36平方km
- 人口：1,701人（2020年国勢調査）

東西約5km、南北約13km。島の南北にほぼ同じ標高の山がある（南部：牧ノ岳（117m）、北部：宮地岳（116.6m））。
地盤は第三紀砂岩層を基礎としその上に平均標高約50mの玄武岩の溶岩台地が載る。海岸線は多くリアス式海岸をなし、海食崖もみられる。

## 産業
主な産業は農業と漁業。台地上は比較的平坦で農耕地に利用されている。また、溶岩台地を構成する玄武岩から切り出される石材は「阿翁石」と称され、主に松浦郡において墓石として用いられている。

## 交通

### 島へのアクセス
島の東端部と佐賀県唐津市肥前町との間の日比水道に鷹島肥前大橋が建設され、2009年（平成21年）4月18日に開通した。鷹島肥前大橋は通行料はかからず、自動車のほか徒歩で渡ることも可能である。
島内で定期フェリーが発着する港は島北部の阿翁（あおう）港、島中央部南側の殿ノ浦（とののうら）港、島南西部の船唐津（ふなとうづ）港の3か所である。島発着の定期フェリーとして、松浦市今福港（最寄り駅は松浦鉄道鷹島口駅）と殿ノ浦港を飛島経由で結ぶ航路と、松浦市御厨港（最寄り駅は松浦鉄道御厨駅）と船唐津・阿翁港を青島・黒島経由で結ぶ航路がある。いずれも鷹島汽船が運航する。
なお、鷹島肥前大橋開通以前には唐津市肥前町の星賀港と鷹島の日比港の間を結ぶ松尾フェリーが運航する航路もあった。鷹島肥前大橋開通により同フェリーは廃止され代わりに昭和自動車により唐津市肥前町（入野）と鷹島（鷹島支所・阿翁浦）を結ぶ路線バスが運行されていたが、2024年9月末で廃止されたため現在は佐賀県側から公共交通でアクセスすることは不可能となった。

### 島内交通
鷹島タクシーが予約制乗合タクシーを運行している。予約に応じて定期船に合わせたダイヤで運行する。島内のみの利用も可能。
2014年4月30日までは旧鷹島町から引き継いだ松浦市営バスが路線バスを運行していた。また上述の昭和自動車の路線バスの島内のみの利用も可能であった。

## 名所・観光スポット
- 広久山 満福寺跡：松浦久が開山。子の直が父を祀るため創建した今宮神社、元寇で活躍した第14代 松浦答の墓および共に戦死した者を弔う五輪塔・宝筐印塔がある[4] [5]。
- 鷹島モンゴル村
- 元寇遺跡
- 白浜海水浴場
- 龍面庵：1281年弘安の役で鎮西奉行少弐経資の弟、少弐景資が本陣を構えたところと伝えられている。
- 対馬小太郎の墓：文永の役の際、対馬から元軍の襲来を大宰府へ報告するという使命を果たし、鷹島襲撃の知らせに少弐景資の配下として奮戦中、自刃した。「我が屍を埋めるに対馬を望むべき丘陵に於いてせよ」と言い残したので、鷹島から対馬を望む地に祭られている。
- 開田の七人塚（悲墳塚）：｢ニワトリがいるなら人も住んでいるはずだ｣と元軍は山の中を捜し一軒家を発見。8人家族のうち7人が殺され、灰だめに隠れていたお婆さん1人が助かった。以来、開田ではニワトリを飼わないと伝えられている。

## 元寇終焉の地
鷹島は2度の元寇と深いかかわりを持つ。文永の役では元軍が鷹島に上陸して住民を虐殺している。
続く、弘安の役では平戸島から鷹島に進出してきた元軍に対して、集結した日本軍が攻撃を仕掛けて海戦となる（鷹島沖海戦）。
『心史』によれば、元軍は鷹島に上陸すると、日本軍の襲来に備えて、塁を築いて防備を固めたとされる。当初、平戸島から太宰府目指して進撃する計画を立てていた元軍であったが、『元史』相威伝によれば、躊躇して進撃できなかったという。このような中、台風が襲来し元軍は大損害を被った。元軍諸将は軍議を開き、継戦か撤退か議論し、最終的に撤退に決する。
諸将は頑丈な船を選び、兵卒を船から無理矢理下ろすと、乗船して兵卒を見捨て逃走した。鷹島に残された約10万の元軍は船を建造して撤退することにする。ところが鷹島に日本軍が襲来し、元軍は2、3万の捕虜を出し壊滅した（鷹島掃蕩戦）。鷹島には、この鷹島掃蕩戦の激しさを物語るものとして、首除（くびのき）・首崎・血崎・血浦・刀の元・胴代・死浦・地獄谷・遠矢の原・前生死岩・後生死岩・供養の元・伊野利（祈り）の浜などの地名に名残をとどめている。
この際に沈没した元軍船を巡って水中考古学の立場から調査が行われ、パスパ文字で作成された「管軍総把印」を始め船舶に関する遺物や武器・武具などが多く発見されており、遺物がある南岸一帯（汀線から沖合200m、延長7.5km）は埋蔵文化財包蔵地として周知されている。その一部は「元寇終焉の地」として松浦市立鷹島歴史民俗資料館や鷹島埋蔵文化財センターで見ることができる。
また、2011年には琉球大学教授池田榮史によって海底遺跡（鷹島神崎遺跡）の発掘調査が行われ、沈没した軍船の竜骨と外板が初めて発見された。
2024年10月11日、長崎県松浦市教育委員会は、鷹島沖の海底遺跡で2023年秋、見つかった船の一部とみられる木材が元寇で沈没したモンゴル（元）軍の船と確認した、と発表した。同じ場所からは、短刀や陶磁器類も出土した。